# ابو مناع غربی
ابو مناع غربی (به عربی: أبو مناع غرب)، روستایی از توابع دشنا در استان قنا و کشور مصر است.

## جمعیت
براساس سرشماری سال ۲۰۰۶ مصر، جمعیت آن ۱۹۰۴۲ نفر(۹۵۲۴ مرد و ۹۵۱۸ زن) بوده است.